# Preußens Gloria
Preußens Gloria (Sammlung Deutsche Armeemärsche II,143; Preußische Armeemarschsammlung AM II,240; Heeresmarschsammlung HM II,98) ist ein berühmter preußischer Marsch des 19. Jahrhunderts. Komponist war Musikdirektor Johann Gottfried Piefke (1815–1884) vom Leib-Grenadier-Regiment „König Friedrich Wilhelm III.“ (1. Brandenburgisches) Nr. 8 in Frankfurt an der Oder.

## Geschichte
Preußens Gloria entstand 1871 nach dem Sieg Preußens und seiner Verbündeten über Frankreich im Deutsch-Französischen Krieg, der zur deutschen Reichsgründung führte. Zur Siegesparade der zurückgekehrten Truppen wurde der Marsch in Frankfurt (Oder) uraufgeführt. Da Piefke ihn danach nur zu besonderen Anlässen aufführen ließ, blieb der Marsch lange Zeit der breiten Öffentlichkeit unbekannt. 1898 erschien der Marsch zum ersten Mal im Druck. 
Seine heutige Bekanntheit erlangte Preußens Gloria jedoch erst nach 1909, als Generalleutnant Hugo Elstermann von Elster, der von 1894 bis 1899 dem Leib-Grenadier-Regiment Nr. 8 als Kompaniechef angehört und an dem Marsch Gefallen gefunden hatte, die Noten aus Frankfurt nach Berlin schicken ließ. Das Musikkorps des 3. Garde-Regiments zu Fuß, dessen Kommandeur Elstermann von Elster 1908 wurde, übte den Marsch unter seinem Obermusikmeister Hugo Goerisch ein. Eines Tages im Frühjahr 1909 zog die vom 3. Garde-Regiment zu Fuß gestellte Schlosswache unter den Klängen von Preußens Gloria in das Berliner Schloss ein. Der Kaiser trat, wie immer, wenn die Wache sichtbar wurde, auf den Balkon. Der Marsch gefiel ihm sofort, denn nach der Wachablösung ließ er Obermusikmeister Goerisch holen und erkundigte sich nach dem Stück. Dieser Vorgang sprach sich in der Berliner Garnison in Windeseile herum, so dass in den nächsten Wochen die Wache eines jeden Berliner Garderegiments mit Preußens Gloria in das Schloss einrückte.
1912 wurde der Marsch in die preußische Armeemarschsammlung aufgenommen und 1914 von Theodor Grawert und Oskar Hackenberger bearbeitet. Durch Großadmiral Prinz Heinrich von Preußen fand er auch bei der Marine so großen Anklang, dass er auch als Marinemarsch galt. Auch in den beiden Weltkriegen gehörte Preußens Gloria zum Standardrepertoire der deutschen Militärmusik und wurde oft bei militärischen Anlässen wie Siegesfeiern, Vereidigungen oder Feldparaden gespielt.
Die Audiowiedergabe wird in deinem Browser nicht unterstützt. Du kannst die Audiodatei herunterladen.

## Gegenwart
In der DDR galt der Marsch als musikalisches Sinnbild des Militarismus und fehlte dementsprechend im Repertoire der Musikkorps der Nationalen Volksarmee. In der Bundesrepublik Deutschland zählt Preußens Gloria zu den wohl populärsten Heeresmärschen der Bundeswehr und wird deswegen auch in Film und Fernsehen wiederholt klischeehaft mit dem deutschen Militär in Verbindung gebracht. Er wird häufig zu öffentlichen Anlässen gespielt und ist der Einzugsmarsch des Stabsmusikkorps der Bundeswehr, weswegen er häufig auch bei Staatsbesuchen zu hören ist. Zudem war er unter anderem der Truppenmarsch des Luftwaffenausbildungskommandos.

### Hörbeispiele
- Preußens Gloria auf YouTube, aufgenommen vom Musikkorps der Bundeswehr, Siegburg; Leitung: Oberstleutnant Christoph Scheibling.